# Daniel Torres
Daniel Torres González (Moravia, 14 ottobre 1977) è un ex calciatore costaricano, di ruolo difensore.

## Carriera

### Club
Debutta in Prima Divisione costaricana col Deportivo Saprissa. Nel 2001 passò ai Columbus Crew nella Major League Soccer statunitense. Per il Clausura 2003 ritorna al Saprissa. Quindi passa dal Tromsø, squadra norvegese, al Bodens in Svezia. Dal 2006 al 2007 giocò per il Real Salt Lake. Nella stagione 2008 passa al Bryne. Nel 2009 fa ritorno nella Major League Soccer, approdando al Dallas.

### Nazionale
Daniel è inoltre un membro della squadra Nazionale della Costa Rica con la quale ha competuto nella Coppa del Mondo FIFA Under-20 del 1997 in Malaysia.

## Palmarès

### Titoli Nazionali
- US Open Cup: 1

Columbus Crew: 2002